# Pindar (IMOCA)
Pour les articles homonymes, voir Hugo Boss (IMOCA).
Bahrain Team Pindar, voilier monocoque mis à l'eau en 2007 conçu pour la course au large dans la classe 60 pieds IMOCA, a été dessiné par l'architecte Juan Kouyoumdjian. Il appartient maintenant au Team Alex Thomson et navigue sous les couleurs d'Hugo Boss.

## Historique
Mis à l’eau pour la première fois en juin 2007, Barhain Team Pindar a notamment remporté l’Artemis Challenge 2008 et terminé cinquième du Vendée Globe 2008-2009 entre les mains de Brian Thompson .
Racheté par Alex Thomson et remis à l’eau en mai 2010, le nouvel Hugo Boss a subi des transformations importantes, sous la direction de l’architecte Juan Kouyoumdjian afin rendre le bateau plus maniable et optimiser ses performances. Sous ses nouvelles couleurs, il court seulement la Barcelona World Race 2010-2011.

## Palmarès

### Sous le nomBahrain Team Pindar
- 2008 : 1er de l'Artemis Challenge skippé par Brian Thompson[2]
- 2008/2009 : 5e du Vendée Globe barré par Brian Thompson

### Sous le nomHugo Boss

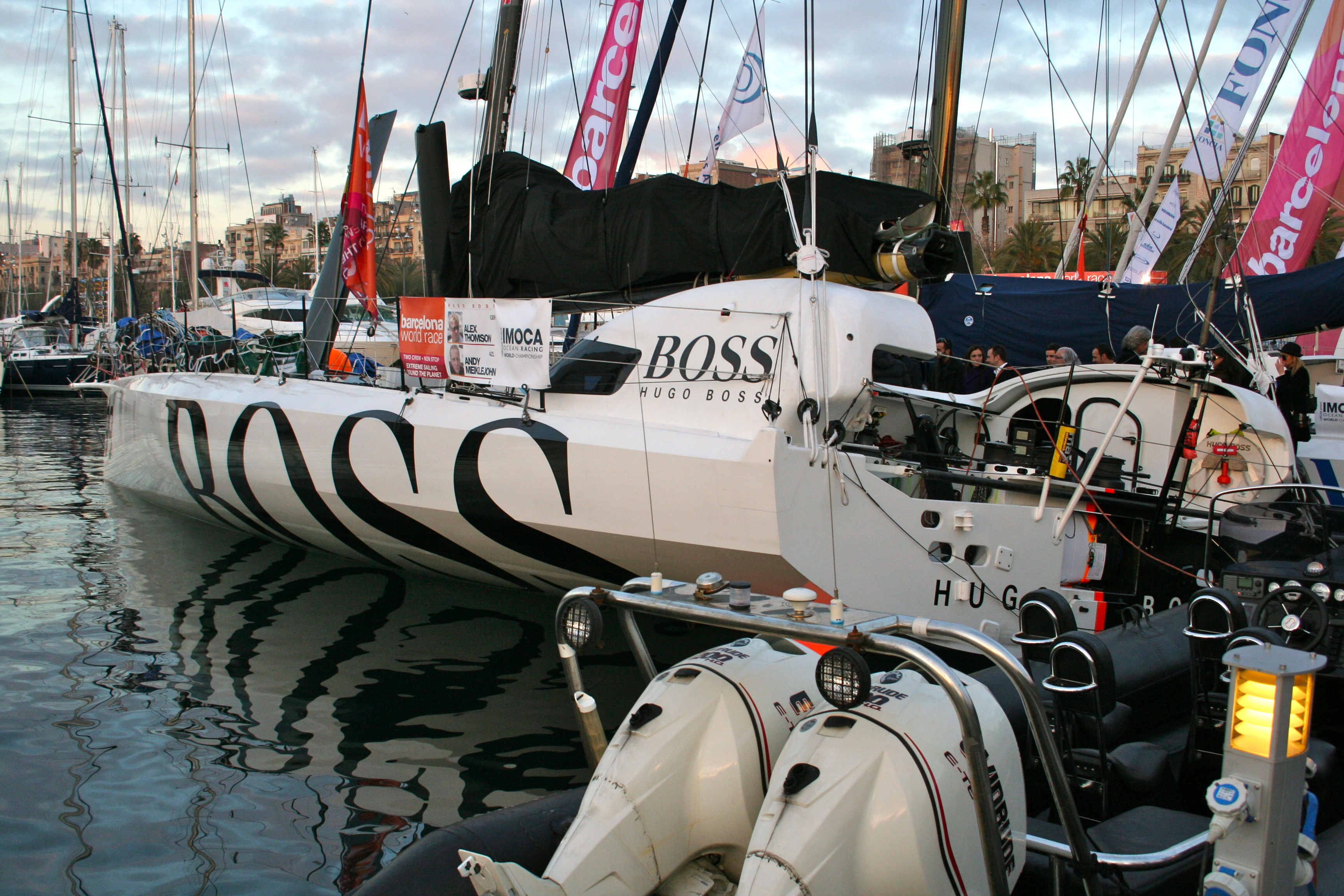
Hugo Boss lors de la Barcelona World Race 2010-2011

- 2010/2011 : 7e de la Barcelona World Race barré par les néo-zélandais Wouter Verbraak et Andy Meiklejohn [3].